# Apito de cachorro

Vídeo realizado por Roberto Alvim enquanto exercia o cargo de Secretário Especial da Cultura do Brasil onde ele utiliza um cenário e discurso parecidos com aqueles utilizados pelo ministro da propaganda nazista Joseph Goebbels.

Apito de cachorro (em inglês:  dog whistle) é uma mensagem política empregando linguagem em código que parece significar uma coisa para a população em geral, mas tem um significado mais específico e diferente para um subgrupo-alvo. A analogia com os apitos de cachorro é feita pois suas frequências se situam acima da capacidade de audição humana, mas podem ser ouvidas pelos cães.

## Origem
Segundo William Safire, o termo "apito de cachorro" em referência à política pode ter sido derivado de seu uso no campo das pesquisas de opinião. Ele cita Richard Morin, diretor de pesquisas do The Washington Post, como tendo escrito em 1988:
| “ | mudanças sutis na formulação das perguntas às vezes produzem resultados notavelmente diferentes ... os pesquisadores chamam isso de 'Efeito do Apito do Cachorro': os entrevistados ouvem algo na pergunta que os pesquisadores não ouvem. | ” |

Ele especula que os trabalhadores de campanhas eleitorais adaptaram a frase para as pesquisas políticas.
Em seu livro de 2006, "Voting for Jesus: Christianity and Politics in Australia", a acadêmica Amanda Lohrey escreve que o objetivo do apito de cachorro é atrair o maior número possível de eleitores enquanto aliena o menor número possível. Ela usa como exemplo os políticos que escolhem palavras amplamente atraentes, como "valores familiares", que têm ressonância extra para os cristãos, enquanto evitam a moralização cristã aberta que pode ser desencorajador para os eleitores não-cristãos.
O teórico político australiano Robert E. Goodin argumenta que o problema com o apito de cachorro é que ele mina a democracia, porque se os eleitores têm entendimentos diferentes sobre o que eles estavam apoiando durante uma campanha, o fato de que eles pareciam apoiar a mesma coisa é "democraticamente sem sentido" e não dá ao apitador um mandato político.

## Exemplos
Mesmo o "apito de cachorro" ter como objetivo não ser descoberto nem divulgado, alguns casos tornam-se exemplos do uso da técnica.

### Estados Unidos
Nos Estados Unidos alguns casos são exemplos do apito de cachorro:
- Em 2012, a campanha de Barack Obama publicou um anúncio em Ohio que dizia que Mitt Romney "não era um de nós". A jornalista do Washington Post Karen Tumulty escreveu: "ironicamente, ecoa um slogan que tem sido usado como código racial pelo menos no último meio século", por políticos segregacionistas.[9]
- Em 2020, durante as manifestações contra a morte de George Floyd, Donald Trump utilizou-se do seu Twitter oficial para manifestar sua insatisfação com os atos violentos que estavam ocorrendo nas manifestações. Em uma parte do seu tweet, Trump escreveu: "When the looting starts, the shooting starts" (em uma tradução literal: "quando o saque começa, o tiroteio começa"). A frase estaria de acordo com o a situação se não estivesse parafraseado o delegado Walter E. Headley, chefe da polícia de Miami, Flórida que utilizou-se da frase como forma de repressão a protestos por direitos civis e da comunidade negra, em 1967.[10]

### Brasil

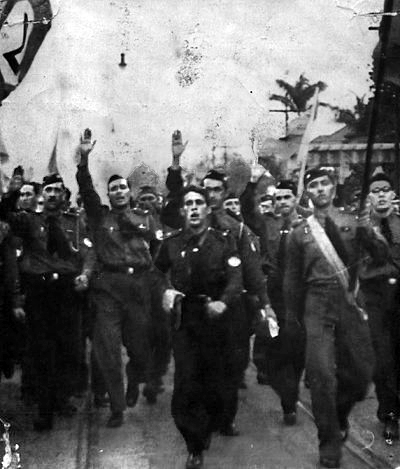
Manifestantes da Ação Integralista Brasileira realizando o anauê

- Em 2020, o Secretário Especial da Cultura do Brasil,  Roberto Alvim utilizou-se em um discurso de elementos presentes no cenário típico de discurso do ministro da propaganda nazista Joseph Goebbels. As principais semelhanças percebidas por jornalistas foram: a foto de Jair Messias Bolsonaro ao centro da imagem, que remete à foto de Hitler nos discursos de Goebbels; O cenário simples com apenas dois itens representativos em destaque sendo eles uma Cruz de Caravaca e uma bandeira do Brasil, assim expondo apenas itens de ideias nacionalistas como a religiosidade e a pátria; A fala do secretário remete ao discurso de Goebbels onde apontava "o novo rumo da arte nazista"; A música de fundo do vídeo trata-se da Ópera de Lohengrin composta por Richard Wagner ídolo nazista de Hitler.[1]
- Também em 2020, o presidente Jair Bolsonaro ergueu um copo de leite e brindou com presentes na mesa durante uma transmissão ao vivo.[11] O ato foi considerado por pesquisadores como uma referencia à movimentos de supremacia branca que constantemente se utilizam do leite como forma de representar a pureza branca, juntamente com afirmações como "tomar branco para tornar-se branco" assim sendo um apito de cachorro para este grupo.[12] O presidente justificou o ato como sendo uma homenagem à Associação Brasileira dos Produtores de Leite (Abraleite). Dias mais tarde, o blogueiro bolsonarista Allan dos Santos gravou um vídeo repetindo o gesto, porém desta vez afirmando que "entedendores, entenderão".[13]
- Em 2021, um assessor do presidente Jair Bolsonaro chamado Filipe Martins, utilizou-se do símbolo de "ok" durante uma reunião, postado ao fundo do presidente enquanto o mesmo falava. O gesto foi interpretado como um ato racista pois o gesto também é conhecido como um símbolo supremacista branco. O assessor tentou desvencilhar-se das acusações afirmando que estava arrumando seu microfone no paletó.[14]
- Em 2024, o influenciador infantil Gato Galáctico foi acusado por internautas de fazer apologia ao neonazismo no Twitter em um tuíte onde bebia um copo de leite cru, vestindo roupas verdes com o cabelo alisado para o lado.[15] Em outra ocasião, ao comemorar a chegada de seu segundo filho, um seguidor descreveu Ronaldo como o "salvador da raça". Em resposta, ele usou um emoji fazendo continência, o que também foi visto por alguns internautas como uma atitude racista.[15]